# Tulsa Roughnecks (1978–1984)
Os Tulsa Roughnecks (1978–1984) foi uma equipe da North American Soccer League (NASL) de Tulsa, Oklahoma . Ele jogou seus jogos em casa no Estádio Skelly, no campus da Universidade de Tulsa . A equipe, anteriormente Team Hawaii, mudou-se para Tulsa após a temporada de 1977.  O ex-jogador e treinador, em seguida, gerente geral da Tulsa Roughnecks de 1983, Alex Skotarek, uniu uma das equipes de menor orçamento e salários a todas as franquias da NASL, resultando em um campeonato da NASL em 1983 no Soccer Bowl de Vancouver em Vancouver, BC, com uma Tulsa 2-0 derrotando Toronto. 
Logo após a vitória de Tulsa Roughnecks no Soccer Bowl de 1983, o presidente Ronald Reagan enviou elogios à equipe enquanto eles carregavam o troféu em um desfile de comemoração pelo centro de Tulsa, marcando os Roughnecks como a primeira e única franquia profissional a conquistar um título no campeonato esportivo no estado de Oklahoma. 

## História
O primeiro jogo Roughnecks foi uma derrota por 6-5 no futebol indoor, no dia 11 de fevereiro de 1978, no Centro de Bayfront contra os Tampa Bay Rowdies . Três noites depois, em sua estreia em casa, as mesmas duas equipes se enfrentaram diante dos primeiros 3.250 fãs do Roughnecks no Tulsa Assembly Center .   Algumas semanas depois, eles capturariam o Skelly Indoor Invitational que eles hospedavam.  Ao longo dos anos, Tulsa apareceu regularmente nos playoffs da NASL. Eles venceram o título da NASL no Soccer Bowl '83, derrotando o Toronto Blizzard no BC Place Stadium ( Vancouver ) pelo placar de 2-0, com um público 60.051.  O recorde de vitórias e derrotas de todos os tempos foi de 104 a 106. Os jogos em casa dos Roughnecks atraíram consistentemente uma participação melhor que a média da liga, com o recorde anual ocorrendo durante a temporada de 1980, quando a equipe teve em média 19.787 espectadores em 16 jogos, para uma participação total naquele ano de 316.593 (colocando os Roughnecks no 5º lugar entre Seattle Sounders e Washington Diplomats ). O maior público de jogos em casa para Tulsa ocorreu em 26 de abril de 1980, quando 30.822 fãs assistiram à vitória dos Roughnecks por 2 a 1 sobre o New York Cosmos no Skelly Stadium. O maior público em qualquer jogo de Roughneck ocorreu em 26 de agosto de 1979, quando Tulsa visitou o Cosmos em Nova York para um jogo de playoff da NASL diante de uma multidão de 76.031.  

### Pós-NASL
Embora a temporada final da NASL tenha sido em 1984, e a liga tenha terminado no início de 1985, os Roughnecks continuaram a operar como um clube independente. Eles organizaram uma programação ambiciosa de mais de 20 partidas, que vão de maio a agosto, contra equipes da USL, MISL, WACS, Europa e América do Sul, além de outros ex-times da NASL que não desistiram.  Excluindo vários cancelamentos ao longo do caminho, a equipe compilou um recorde de 8–2–1, antes de suspender as operações em 17 de julho de 1985. 

### Jogadoras
| - Zequinha (1983–84) - Željko Bilecki (1981–82) - Bob Bolitho (1980–81) - Jack Brand (1979) - Dean DiTocco (1978–80) - Terry Moore (1982–84) - Kim Roentved (1982) - Laurie Abrahams (1979, 1982–83) - Colin Boulton (1978–79) - David Bradford (1982/1984) - Viv Busby (1981–82) - Chris Dangerfield (1978) - Terry Darracott (1979) - Roger Davies (1979) - Alan Dugdale (1980–81) - Steve Earle (footballer) (1978/1980) - Lil Fuccillo (1983) - Ron Futcher (1983–84) - David Irving (footballer) (1980) - Jimmy Kelly (1980–81) - Duncan McKenzie (1981) - David Nish (1979) - Tommy Ord (1980) - Colin Waldron (1978) - Barry Wallace (1980–85) - Alan Woodward (1979–81) - Franz Gerber (1982) | - Johannes Edvaldsson (1980–81) - Iraj Danaeifard (1980–85) - Don O'Riordan (1979–80) - Carmelo D'Anzi (1983) - Thompson Usiyan (1983–84) - Billy Caskey (1978–85) - David McCreery (1981–82) - Chris McGrath (footballer) (1981–82) - Victor Moreland (1978; 1980–85) - Adam Krupa (1981–85) - Charlie Mitchell (1978) - Davie Robb (1980) - Eric Robertson (1980) - Delroy Allen (1980–82) - Matt Bahr (1978) - Winston DuBose (1982–85) - Gene DuChateau (1979–81) - Chance Fry (1983–85) - Billy Gazonas (1978–1980) - Joe Morrone, Jr. (1981–1982) - Njego Pesa (1982–83) - Bill Sautter (1978–79) - Alex Skotarek (1978–81) - Brian Shugart - Ron Davies (1979) - Clive Griffiths (1980) - Wayne Hughes (1979) - Petar Nikezić (1978) - Nino Zec (1978, 1983–84) |

### Treinadores
- Bill Foulkes (1978)
- Alex Skotarek (1978)
- Alan Hinton (1979)
- Charlie Mitchell (1980–1981)
- Terry Hennessey (1981–1983, won 1983 Soccer Bowl)
- Steve Earle (1983–84 indoor season only)
- Wim Suurbier (1984)